# Dietilcarbamazina
Dietilcarbamazina (DEC) és un medicament usat pel tractament de la filariosi incloent la filariosi simpàtica eosinofilia pulmonar tropical i la loiasi. Es pren oralment.
Els efectes secundaris comuns inclouen picor, inflament facial, mal de cap i sentir-se cansat. Altres efectes secundaris inclouen pèrdua de visió i mareig.
La dietilcarbamazina va ser descoberta el 1947.
La DEC és un inhibidor del mecanisme de l'acid araquidònic en microfilaria.